# غوران مارتنسون
غورَان مارتنسون (بالسويدية: Göran Mårtensson)‏ هو قائد عسكري سويدي، ولد في 26 مايو 1960 في كريستيانستاد في السويد.